# Guerra de passions
Guerra de passions (títol original: A Soldier's Tale) és una pel·lícula neo-zelandesa realitzat per Larry Parr i estrenada l'any 1988. Ha estat doblada al català.

## Argument
Durant la Segona Guerra Mundial, Saul, sergent britànic destinat a França, i Belle, una jove francesa, s'enamoren, però ella és acusada de col·laborar amb l'enemic per la Resistència que la condemna a mort. Saul fa tot el possible per salvar aquella que estima.

## Repartiment
- Gabriel Byrne: Saul
- Marianne Basler: Belle
- Paul Wyett: Charlie
- Judge Reinhold: « el ianqui »
- Benoît Régent: el pare superior
- Maurici Garrel: Senyor Pradier
- Jacques Mathou: Wolf
- Bernard Farcy: André
- Roch Leibovici: « el noi »
- Claude Mann: Winterhalter
- Mathew Byam Shaw: el tinent Mortimer
- David Duffy: el soldat Smith
- Nicolas Tronc: Balthazar
- Véronique Müller: Simone
- Claudine Berg: la dona gran
- Philippe El Mercier: Gustave
- Éric Galliano: Karl

## Premis i nominacions
Premis
- New Zealand Film and TV Awards 1992 :
- Premi al millor so a John McKay
- Premi a la millor actriu a Marianne Basler

## Crítica
- "Molt entretingut drama ambientat en la II Guerra Mundial. Melodrama de qualitat sobre la relació entre un sergent britànic i una camperola francesa, amb unes interpretacions bastant creïbles, sobretot la de Byrne."[3]